# 江苏路12号住宅
36°3′52″N 120°19′19″E / 36.06444°N 120.32194°E
江苏路12号住宅，俗称“二提督楼”，是位于中国山东省青岛市市南区江苏路12号的一座住宅，约建于1904年，其最初业主尚不可考，曾为三井物产支店长住宅、国军少将高芳先宅邸、青岛市人民检察院办公楼，现为青岛市交通运输监察支队办公楼，为市南区一般不可移动文物。

## 历史

江苏路12号址最初的木制临时住宅，后侧为第三营官邸

江苏路12号址最初有一栋木制单层临时住宅楼，其房主为当时在青岛任驻外武官、后来曾任普鲁士战争部长的埃里希·冯·法金汉。法金汉1900年离开青岛，此处临时建筑也于1902年前被拆除。
江苏路12号现存建筑约建于1904年，因现存史料的匮乏，该楼最初的主人与具体建造时间尚无法考证。由于该楼有“二提督楼”的俗称，该楼被猜测可能为某任胶澳总督副官的宅邸。而1913年的地籍图显示，该楼当时已属于前津浦铁路北段总办李德顺。1922年8月11日，三井物产株式会社青岛支店支店长佐佐木栋太郎购入该宅，此后直至1945年，该楼一直为三井物产青岛支店历任支店长住宅。
1947年，青岛保安总队队长高芳先（1948年任青岛保安旅少将旅长）携家人入住该楼，其次子、后来曾在台湾任中华民国国防部长的高华柱也曾在此居住。其住宅斜对面的江苏路17号即为青岛保安总队队部。1949年6月解放军接管青岛前后，高芳先乘船撤往台湾。1952年，该楼改为青岛市人民检察院所在地，直至1990年代。该楼现为青岛市交通运输监察支队（前称青岛市交通稽查支队）所在地。2000年，该建筑以“德侨潘宅旧址”之名列入第一批青岛市历史优秀建筑。2012年11月6日，该建筑以“总督府高级官员住宅旧址”之名列入市南区未核定为文物保护单位的不可移动文物（一般不可移动文物）名录。

## 建筑特色
江苏路12号坐落于江苏路沂水路路口的优越地段，与东侧的基督教堂隔路相望。占地面积1666.68平方米，建筑面积559.92平方米，砖石木结构，地上2层，附设地下室和阁楼。其平面呈不规则状，外立面也采用不规则的自由布局，装饰丰富、变化多端。外墙以花岗岩砌墙基，大部分以红砖砌成，门窗边缘及屋顶附近辅以部分浅色墙面，以形成对比。正门设于六角形凸出部之内，临街正立面中央建有高大的三角形山墙，以仿木桁架结构的线条装饰。西南角设有木结构阳台。屋顶形状随墙体的凹凸起伏而变化，铺设牛舌瓦。建筑内部以独户别墅的功能设计，设有客厅、舞厅、餐厅、卧室等房间。室内为木板地面，楼梯扶手、门窗等均作艺术化处理。房间内设有壁炉。
建筑整体装饰复杂华丽，给人以强烈的视觉美感，其风格接近于德国19世纪末的建筑样式，具有欧洲田园住宅的韵味。

## 图集
- 1900年代末的江苏路，右侧为今江苏路12号
- 江苏路12号东南侧，2006年
- 东北侧，2019年
- 临街正立面（东面），2019年